# Мемеккасы
Мемеккасы́ (чув. Мемеккасси) — деревня в Моргаушском районе Чувашской Республики. Входит в состав Ильинского сельского поселения.

## География
Находится в северо-западной части Чувашии, на расстоянии приблизительно 19 км на север по прямой от районного центра села Моргауши.

## История
Известна с 1858 года как околоток деревни Малые Шешкары (ныне не существует), когда здесь было учтено 24 двора и 116 жителей. В 1906 году был учтен 41 двор и 211 жителей, в 1926 — 47 дворов и 200 жителей, в 1939—173 жителя, в 1979—160. В 2002 году было 44 двора, в 2010 — 43 домохозяйства. В 1931 году был образован колхоз «Чувашский комсомол», в 2010 действовало ООО «Волга».

## Население
Постоянное население составляло 104 человека (чуваши 96 %) в 2002 году, 94 в 2010.